# Забабурин, Иван Андреевич
Иван Андреевич Забабурин (12 октября 1920, Пересуха (ныне Курская область, РФ) — 18 июня 2000, Харьков, Украина) — украинский и советский учёный-гидролог, педагог, доктор технических наук (1988), профессор (1989).

## Биография
В 1941 году окончил Московский гидрометеорологический институт.з
В 1946—1953 годах работал в ВНИИ «Водгео» (Харьков); в 1953—1999 годах — в Харьковском техническом университете строительства и архитектуры : заведующим кафедры водоснабжения, канализации и гидравлики (1984—1989).

## Научная деятельность
Занимался научными исследованиями новых типов водозаборных сооружений, их функционирования в сложных погодных условиях; работы гидротехнических сооружений ТЭС.

## Избранные труды
- О регулирующей способности водоприемного колодца // Гидравлика и гидротехника. 1978. № 26;
- Регулирование потоков в водозаборных сооружениях (гидравлические и гидрологические обоснования). Х., 1982.